# Alexander Dimitrenko
Alexander Dimitrenko est un boxeur allemand né le 5 juillet 1982 à Eupatoria, une ville de Crimée.

## Carrière amateur
Il commence à boxer à l'âge de 14 ans a remporte le championnat du monde juniors de boxe dans la catégorie des poids lourds en 2000. Après cette victoire, un contrat lui est offert par le promoteur allemand Klaus-Peter Kohl. Dimitrenko signe ainsi avec la société de promotion Universum et émigre à Hambourg pour commencer sa carrière de boxeur professionnel.

## Carrière professionnelle

### Débuts professionnels
Alexander Dimitrenko combat pour la première fois en professionnel le 8 décembre 2001, et remporte 17 victoires consécutives dans les 3 années suivantes. Le 3 mars 2005, il connait son premier test en battant par décision unanime Chris Koval pour le titre IBF Youth. Le 2 juillet, il bat en 2 rounds Andreas Sidon pour devenir champion intercontinental IBF et WBO. Il combattra victorieusement pour la ceinture WBO intercontinentale à 9 reprises jusqu'en 2008.

### Dimitrenko contre Chambers
Invaincu en 29 combats, Dimitrenko est classé 8e boxeur mondial, et il affronte le N°6, Eddie Chambers en combat éliminatoire pour un championnat du monde des poids lourds face au tenant du titre Wladimir Klitschko le 4 juillet 2009. Il connait une défaite aux points par décision majoritaire.

### Champion d'Europe
Après un an sans combattre, Dimitrenko parvient à relancer sa carrière en s'emparant du titre européen vacant le 31 juillet 2010 contre Yaroslav Zavorotnyi. Il obtient par ailleurs la citoyenneté allemande par naturalisation en novembre de la même année. Après deux défenses victorieuses de cette ceinture contre Albert Sosnowski et Michael Sprott, il s'incline par KO au 11e round contre le bulgare Kubrat Pulev le 5 mai 2012. S'ensuivent deux victoires contre des inconnus et une pause de deux ans dans sa carrière. 

### Retour
Il fait son retour sur le ring en 2015 et remporte trois victoires contre d'autres adversaires peu réputés. En 2016, après avoir battu Drazan Janjanin, il est battu par KO en 3 reprises par le jeune Joseph Parker, valeur montante de la catégorie, qui l'envoie 4 fois à terre. En 2017 néanmoins, il remporte la ceinture internationale IBF en mettant KO l'invaincu Adrian Granat au 1re round, puis l'emporte sur Miljan Rovcanin, disqualifié.

### Fin de carrière
Il aligne cependant trois défaites : Par KO technique au 9e round contre Bryant Jennings en août 2018, par abandon à la 5e reprise contre Andy Ruiz Jr en avril 2019, puis par KO contre Tony Yoka en juillet de la même année qui l'emporte par KO techniques en 3 rounds.